# Balgonie (Saskatchewan)
Pour les articles homonymes, voir Balgonie.
Balgonie est une ville de la Saskatchewan (Canada),,.

## Géographie
La ville de Balgonie est située dans la région de White Butte à l'est de Regina dans le sud-est de la province.

## Histoire
Le nom de Balgonie fait référence au château de Balgonie (en) situé près de Glenrothes dans le Fife en Écosse. En 1882, une gare du Canadien Pacifique s'installe dans les environs et un bureau de poste suit l'année suivante. Après la construction d'une école en 1891, Balgonie est incorporée en tant que village en 1903 et comme ville en 1907. Suivant une baisse marquée de la population durant les années 1930 et 1940, la création de la Route transcanadienne donne un nouvel essor à la ville.
Parmi les résidents connus, William Wallace Gibson (1876-1965) qui est le premier constructeur canadien d'un aéronef effectuant un vol avec succès à Victoria en 1910. Gibson est le sujet d'un documentaire sortie en 1991, The Balgonie Birdman, réalisé par Brian Duscherer et produit par l'Office national du film du Canada.

## Démographie
Balgonie connaît une augmentation de sa population constante et rapide. Entre 1996 et 2001, l'augmentation est de 9,5% tandis qu'elle est des 11,7% entre 2001 et 2006.
| 2006  | 2011  | 2016  |
| ----- | ----- | ----- |
| 1 384 | 1 620 | 1 745 |

## Personnalités liées à Balgonie
- William Wallace Gibson (1876-1965), constructeur du premier aéronef canadien en capacité d'effectuer un vol[5].
- Logan Pyett (né en 1988), joueur professionnel de hockey sur glace évoluant au poste de défenseur.